# Vallentigny
Vallentigny é uma comuna francesa na região administrativa de Grande Leste, no departamento de Aube. Estende-se por uma área de 15,74 km². Em 2010 a comuna tinha 182 habitantes (densidade: 11,6 hab./km²).